# Довге (Крупський район)
Довге (біл. вёска Доўгае) — село в складі Крупського району Мінської області, Білорусь. Село підпорядковане Бобрській сільській раді, розташоване в східній частині області.